# Caspar Frantz
Caspar Frantz (Kiel, Schleswig-Holstein, (Alemanya), 1980), és un pianista i professor universitari alemany.

## Biografia
Caspar Frantz va rebre classes de piano des dels set anys. Va completar els seus estudis a les classes de Matthias Kirschnereit a la Universitat de Música i Teatre de Rostock i en música de cambra amb Eberhard Feltz a la Universitat de Música "Hanns Eisler" de Berlín. Va rebre altres impulsos artístics importants de Renate Kretschmar-Fischer i Elisabeth Leonskaja i va completar classes magistrals amb Karl-Heinz Kämming, Maria João Pires i György Kurtág.
Va tocar amb l'Orquestra Simfònica MDR, l'Orquestra Filharmònica de Kiel, la Filharmònica de Nova Westfàlia, la Filharmònica Estatal de Moldova Iaşi, la Filharmònica de Cambra Polonesa i la Filharmònica d'Alemanya del Nord a Rostock. És un convidat freqüent a festivals de música reconeguts, com el Festival de Música de Schleswig-Holstein, el Festival de Música de Rheingau, el Festival de Schwetzingen i el Festival de Beethoven a Bonn. Els seus companys de música de cambra inclouen Chloë Hanslip, Antje Weithaas, Sabine Meyer, Bryn Terfel i el Vogler Quartet. Del 2005 al 2010, Caspar Frantz es va dedicar a la interpretació cíclica de totes les sonates per a piano de Beethoven al castell de Melschede (Sundern).
El 2004, Caspar Frantz va rebre el Carl-Heinz-Illies-Förderstipendium de la "Deutsche Stiftung Musikleben". En duo amb el violoncel·lista Julian Arp, ha guanyat premis al Concurs de Música Alemany, al Concurs Mendelssohn i al Premio Vittorio Gui de Florència. El Duo Arp-Frantz ha gravat tres CD per al segell Genuin, incloent les obres completes per a violoncel i piano de Felix Mendelssohn Bartholdy. El darrer enregistrament en solitari de Caspar Frantz amb obres de Robert Schumann es va publicar amb el segell Ars Production. Caspar Frantz va rebre beques de Villa Musica i la "Fundació Rostock Horst Rahe".
També va ser comissari de la revista literària de Berlín Belletristik. Caspar Frantz és professor de música de cambra a la Universitat de Música i Teatre Felix Mendelssohn Bartholdy de Leipzig des del març de 2015.
Caspar Frantz és nebot del pianista i director d'orquestra Justus Frantz.

## Premis
- Múltiples primers del concurs nacional "Jugend musiziert".
- Guanyador del Concurs de piano Grotrian-Steinweg, Braunschweig.
- 2003, juntament amb el violoncel·lista Julian Arp, primer premi del 1r Concurs de música de cambra Relais & Châteu.[6]
- 2006 1r premi guanyador del Concurs Mendelssohn juntament amb Julian Arp.
- 2006, juntament amb Julian Arp, guanyador del German Music Competition.[4]
- 2006 juntament amb Julian Arp 1r premi del Premio Vittorio Gui (Florència).